# Янсон Ігор Кіндратович
Янсон Ігор Кіндратович (18 березня 1938 , Харків  — 25 липня 2011 , Харків ) — український вчений-фізик. Академік Національної академії наук України (1992), доктор фізико-математичних наук (1976), заслужений діяч науки і техніки України, лауреат Державної премії УРСР в галузі науки і техніки (1980).

## Біографія
Народився 18 березня 1938 року в м. Харкові. У 1961 році закінчив Харківський державний університет. У тому ж році почав працювати у Фізико-технічному інституті низьких температур (з 1970 року — завідувач відділу). У 1966 році захистив кандидатську дисертацію, у 1976 році — докторську.
З 1979 року — член-кореспондент, з 1992 року — дійсний член (академік) Національної академії наук України.
У 1969–1970 роках викладав у Харківському інституті радіоелектроніки, з 1976 року — у Харківському політехнічному інституті. 3 1979 року — професор кафедри низьких температур Харківського університету. Почесний доктор Харківського національного університету.

## Наукова діяльність
Основні напрямки діяльності — фізика низьких температур, фізика твердого тіла, молекулярна біофізика. У 1964 році, спільно зі співробітниками по Фізико-технічному інституту низьких температур НАН України І. М. Дмитренком і В. М. Свистуновим, І. К. Янсон відкрив електромагнітне випромінювання надпровідної тунельної структури (нестаціонарний ефект Джозефсона). Досліджував слабку надпровідність, розвинув непружну тунельну спектроскопію твердих тіл.
В галузі біофізики проводив дослідні роботи з визначення енергії зв'язку в молекулярних кристалах. З високою точністю визначив енергію взаємодії біологічних молекул у кристалічній і газовій фазах.
Відкрив новий метод дослідження енергетичного спектра провідників — мікроконтактну спектроскопію (зареєстрованого як відкриття Держкомітетом СРСР 30 грудня 1986 р. за № 328) (спільно з Ю.В. Шарвіним, І.О. Куліком, О.М. Омельянчуком, Р.І. Шехтером) . Цей метод набуває дедалі більшої актуальності у зв'язку із застосуванням у нанофізиці та спінтроніці.
Також досліджував квантові та мезоскопічні ефекти в ультрамалих мікроконтактах, процеси перенесення заряду та спіну в нанорозмірних об'єктах, фундаментальні властивості нових надпровідних та магнітовпорядкованих сполук та матеріалів.
І. К. Янсон є автором 5 монографій та більш ніж 250 наукових статей. Під його керівництвом було захищено 6 докторських та близько 30 кандидатських дисертацій. Був членом редколегії журналу «Фізика низьких температур» та спеціалізованої ради із захисту докторських дисертацій при Фізико-технічному інституті низьких температур ім. Б. І. Вєркіна НАН України.

### Монографії та основні наукові праці
1. Naidyuk Yu. G, Yanson I. K.  Point-contact spectroscopy, Springer, New-York, 2005.
2. Khotkevich A. V., Yanson I. K. Atlas of Point-Contact Spectra of Electron-Phonon Interaction in Metals, Kluwer Academic Publishers, Boston, 1995.
3. Янсон И.К., Хоткевич А.В. (1986). Атлас микроконтактных спектров электрон-фононного взаимодействия в металлах (рос). Киев: Наукова думка. с. 143.
4. Б. И. Веркин, И. К. Янсон, Л. Ф. Суходуб, А. Б. Теплицкий, Взаимодействия биомолекул: новые экспериментальные подходы и методы, Наукова Думка, Київ, 1985.
5. И. О. Кулик, И. К. Янсон, Эффект Джозефсона в сверхпроводящих туннельных структурах, Наука, Москва, 1970.
6. И. К. Янсон, Нелинейные эффекты в электропроводности точечных контактов и электрон-фононное взаимодействие в нормальных металлах. ЖЭТФ, 1974, Т.66, с.1035.
7. B.I. Verkin, I.K. Yanson, I.O. Kulik, O.I. Shklyarevskii, A.A. Lysykh, Yu.G. Naydyuk. Singularities in d2V/dI2 dependencies of point contacts between ferromagnetic metals. Solid State Communs., 1979, V.30, p. 215.
8. A.A. Lysykh, I.K. Yanson, O.I. Shklyarevski, Yu.G. Naydyuk, Point-contact spectroscopy of electron-phonon interaction in alloys. Solid State Communs., 1980, Vol.35, p. 987.
9. B.I. Verkin, I.K. Yanson, I.O. Kulik, O.I. Shklyarevskii, A.A. Lysykh, Yu.G. Naidyuk, Modulation temperature spectroscopy of elementary excitations in ferromagnetics using microcontacts, Izvestiya Akademii Nauk SSSR. Seriya Fizicheskaya, 1980, V.44, p. 1330.
10. И. К. Янсон, Микроконтактная спектроскопия ЭФВ в чистых металлах (обзор). ФНТ 1983, Т.9, c.676.
11. И. К. Янсон, О. И. Шкляревский, Микроконтактная спектроскопия металлических сплавов и соединений (обзор). ФНТ, 1986, Т.12, c.899.
12. И. К. Янсон, Контактная спектроскопия ВТСП (обзор). ФНТ, 1991, Т.17, c.275.
13. Yu.G. Naidyuk, I.K. Yanson, Point-contact spectroscopy of heavy-fermion systems (review). J. Phys.C: Cond. Matter, 1998, V.10, p. 8905.
14. I.K. Yanson and Yu.G. Naidyuk, Advances in point-contact spectroscopy: two-band superconductor MgB2 (review). ФНТ, 2004, Т.30, с.261.
15. A.I.Akimenko, A.B.Verkin, I.K.Yanson. Point-contact noise spectroscopy of phonons in metals. J.Low Temp.Phys, 1984, Vol.54, p. 247.
16. M. Reiffers, Yu.G. Naidyuk, A.G.M. Jansen, P. Wyder, I.K. Yanson, D. Gignoux and D.P. Schmitt, Direct measurement of the Zeeman splitting of crystal-field levels in PrNi5 by point-contact spectroscopy, Phys. Rev. Lett. 1989, Vol.62, p. 1560.
17. Yanson I. K., Fisun V. V., Hesper R., Khotkevich A. V., Krans J. M., Mydosh J. A. and van Ruitenbeek J. M.  Size Dependence of Kondo Scattering in Point Contacts, Phys. Rev. Lett. 1995, V.74, p. 302.
18. Krans J. M., van Ruitenbeek J. M., Fisun V. V., Yanson I. K., and de Jongh L. J. The signature of conductance quantization in metallic point contacts. Nature, 1995, V.375, p. 767.
19. A.I. Yanson, I.K. Yanson and J.M. van Ruitenbeek, Observation of shell structure in sodium nanowires. Nature, 1999, V.400, p. 144.
20. Yanson I. K., Naidyuk Yu. G., Fisun V. V., Konovalenko A., Balkashin O. P., Triputen L. Y., and Korenivski V. Surface Spin-Valve Effect, Nano Letters, 2007, Vol. 7, р.927.
21. Kamarchuk G. V., Pospelov А. P., Yeremenko A. V., Faulques E., Yanson I. K. Point-Contact Sensors: New Prospects for a Nanoscale Sensitive Technique. Europhys. Lett., 2006, Vol.76, p. 575.

## Нагороди
- Премія ім. М. Островського (1967)
- Державна премія УРСР в галузі науки і техніки (1980)
- Премія Хьюлетт-Паккард Європейського Фізичного товариства (1987)
- Премія фонду Олександра фон Гумбольдта (Німеччина, 1995)
- Заслужений діяч науки і техніки України (2005)
- премія імені Б. І. Вєркіна НАН України (2006)
- премія імені Лізи Мейтнер (Швеція, 2008)
- Орден «За заслуги» III ступеня (2008)